# Millonfosse
Millonfosse is een gemeente in het Franse Noorderdepartement (regio Hauts-de-France). De gemeente telt 607 inwoners (1999) en maakt deel uit van het arrondissement Valenciennes. De gemeente ligt aan de Skarpe.

## Geografie
De oppervlakte van Millonfosse bedraagt 3,5 km², de bevolkingsdichtheid is 173,4 inwoners per km².

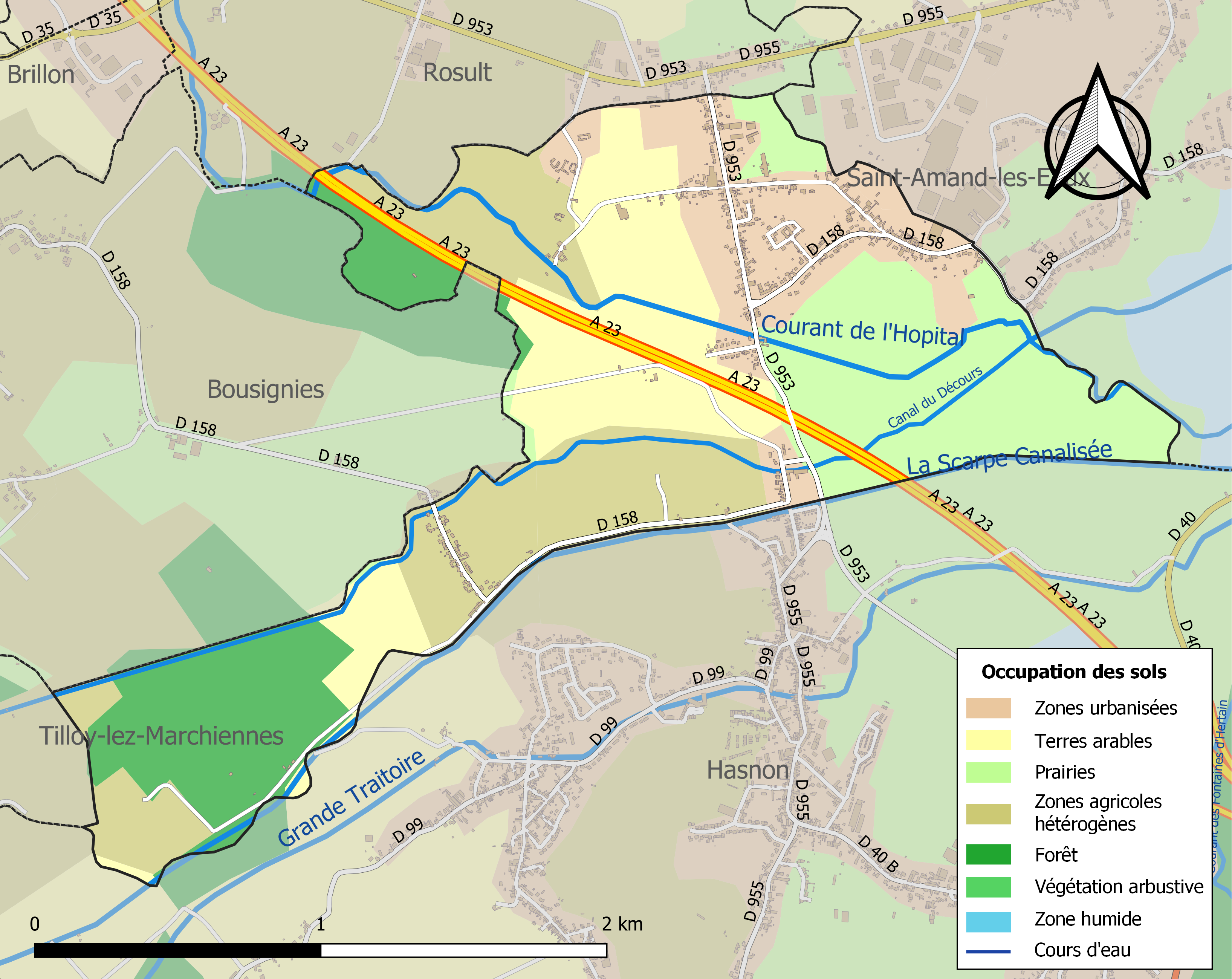
Kaart van de gemeente met belangrijkste infrastructuur, bodemgebruik en omliggende gemeenten

## Bezienswaardigheden
- Het voormalige gemeentehuis werd gebouwd in 1852. Het zeshoekige gebouw heeft een klokkentoren en toont tevens een calvarie.

## Natuur en landschap
Millonfosse ligt aan de Courant de l'Hôpital en aan het Omleidingskanaal van de Scarpe (Canal du Décours) en de gekanaliseerde Scarpe. De hoogte aan het voormalig gemeentehuis bedraagt 19 meter.

## Demografie
Onderstaande figuur toont het verloop van het inwonertal (bron: INSEE-tellingen).

## Verkeer en vervoer
Over het grondgebied van Millonfosse loopt de autosnelweg A23.

## Sport
Door de gemeente loopt de secteur pavé de Millonfosse à Bousignies, een kasseistrook die in 2011 voor het eerst werd opgenomen in het parcours van de wielerklassieker Parijs-Roubaix.

## Nabijgelegen kernen
Bousignies, Saint-Amand-les-Eaux, Rosult, Hasnon